# Ашот Таронит
Ашот Таронит (грчки: Ἀσώτιος Ταρωνίτης; умро после 998.) је био византијски војсковођа и зет бугарског цара Самуила.

## Биографија
Ашот је био син Григорија Таронита, јерменског принца Тарона. Припадао је династији Таронита. Након смрти Ашота III, Григорије Таронит је признао врховну византијску власт добијајући од византијског цара титулу патрикија. Имао је двоје деце: Ашота и Ирину. Након гушења устанка Варде Склира, Василије је обновио рат против Самуила. Цар се спустио до Солуна у коме је оставио да управља магистра Таронита. Таронит је добио и војску са којом је требало да спречи Самуилове нападе. Василије се вратио у Цариград. Самуило је главнину своје војске распоредио по скривеним местима, а само мали део је послао на Солун. Таронит је послао свога сина Ашота да извиди ситуацију, а сам је ишао позади. Претходницу цара Самуила Ашот је натерао у бекство, али је, гонећи Самуилове војнике, упао у заседу. Таронит је похитао у помоћ своме сину. Словени су га окружили и убили. Таронита је на месту управника Солуна заменио Јован Халдејски.
Самуило се након пораза на Спрехију од стране Нићифора Урана вратио у Бугарску. Тамо је ослободио Таронитовог сина Ашота и оженио га својом жерком Мирославом. Мирослава се заљубила у Ашота и претила да ће се убити ако се законским путем не уда за јерменског принца. Хронологија овог догађаја је спорна, али је венчање свакако обављено након битке на Спрехију. Самуило је свога зета послао да брани Драч. Међутим, тамо је Ашот убедио Мирославу да пребегне на ромејске тријере којима је стигао до византијског цара. Мирослава је од цара добила титулу зосте (опојасане), а Ашот титулу магистра. Византинци убрзо заузимају Драч на чије чело стаје Евстатије Дафномил.